# رایسا وارطانیان
رایسا گارگینی وارطانیان (Ռաիսա Գարեգինի Վարդանյան؛ زادهٔ ۲۸ مهٔ ۱۹۵۹) یک دیپلمات اهل ارمنستان است وی هم‌اکنون سفیر جمهوری ارمنستان در کشورهای ویتنام و فیلیپین می‌باشد. وی در سال ۱۹۸۵ از دانشگاه دولتی زبان‌ها و علوم اجتماعی بروسوف ایروان فارغ‌التحصیل شده‌است.